# Georg Köberle
Georg Köberle (Nonnenhorn, 1819. március 21. – Drezda, 1898. június 7.) német író és dramaturg.

## Életútja
Az augsburgi jezsuita kollégiumból megszökött. Münchenben filológiát és jogot tanult. 1845-ben Lipcsébe ment, ahol 1849-ben a Mediceer című 5 felvonásos drámájával kezdte meg írói pályafutását. Gyors egymásutánban írta meg többi drámáit: Heinrich IV. von Frankreich, Des Künstlers Weihe, George Washington stb. Mint hivatásos dramatikust 1872-ben a karlsruhei udvari színházhoz nevezték ki igazgatói minőségben, de 1873-ban elvesztvén állását, Mannheimba, majd Bécsbe, innen Drezdába ment. Sok dramaturgiai tanulmányt adott ki: Meine Erlebnisse als Hoftheaterdirektor, Der Verfall der deutschen Schaubühne und die Bewältigung der Theaterkalamität (Lipcse, 1880) stb. A jezsuiták ellen is adott ki egy művet: Deutsche Antwort, auf welsche Projekte. Enthüllungen über die Palastrevolution im Vatikan stb. (Stuttgart, 1870).